# Ка Бруза (Падова)
Ка Бруза је насеље у Италији у округу Падова, региону Венето.
Према процени из 2011. у насељу је живело 43 становника. Насеље се налази на надморској висини од 34 м.